# Országok és területek listája

Ez a cikk az országok listáját tartalmazza betűrendben, beleértve az országokba a jogilag és ténylegesen független országokat, valamint a más államok szuverenitása alatt álló, de azoktól közigazgatásilag önálló területi egységeket.
A listában nem szereplő területi egységekről lásd az országok listája (függelék) cikket.
| Ábécé szerinti tartalomjegyzék                                                                           |
| --- |
| A, Á B C Cs D Dz Dzs E, É F G Gy H I, Í J K L Ly M N Ny O, Ó Ö, Ő P Q R S Sz T Ty U, Ú Ü, Ű V W X Y Z Zs |

## A
| Név                | Főváros          | Hivatalos név                          | Név helyi nyelven | Megjegyzés |
| ------------------ | ---------------- | -------------------------------------- | --- | --- |
| Abházia            | Szuhumi          | Abház Köztársaság                      | abházul: Аҧсны (Apsznü) | 1992 óta de facto |
| Afganisztán        | Kabul            | Afganisztáni Iszlám Emírség            | pastu nyelven: د افغانستان اسلامي امارت (Də Afġānistān Islāmī Imārat) perzsául: جمهوری اسلامی افغانستان (Emārat-e Islāmī-ye Afġānistān) | |
| Albánia            | Tirana           | Albán Köztársaság                      | albánul: Republika e Shqipërisë vagy Shqipëria                                                                                          | |
| Algéria            | Algír            | Algériai Demokratikus Népi Köztársaság | arabul: 'الجمهورية الجزائرية الديمقراطية الشعبية (Al-Jumhūrīyah al-Jazā’irīyahad-Dīmuqrāṭīyah ash-Sha’bīyah')                           | |
| Andorra            | Andorra la Vella | Andorrai Fejedelemség                  | katalánul: Principat d'Andorra | |
| Angola             | Luanda           | Angolai Köztársaság                    | portugálul: República de Angola | |
| Antigua és Barbuda | St. John's       |                                        | angolul: Antigua and Barbuda | |
| Argentína          | Buenos Aires     | Argentin Köztársaság                   | spanyolul: República Argentina | |
| Ausztrália         | Canberra         | Ausztrál Államszövetség                | angolul: Commonwealth of Australia | Ausztrália külső területei: · Ashmore- és Cartier-szigetek · Ausztrál antarktiszi terület · Heard-sziget és McDonald-szigetek · Karácsony-sziget · Kókusz-szigetek · Korall-tengeri-szigetek · Norfolk-sziget |
| Ausztria           | Bécs             | Osztrák Köztársaság                    | németül: Republik Österreich | |
| Azerbajdzsán       | Baku             | Azerbajdzsáni Köztársaság              | azeriül: Azərbaycan Respublikası | |

## B
| Név                 | Főváros             | Hivatalos név                  | Név helyi nyelven                                                                           | Megjegyzés |
| ------------------- | ------------------- | ------------------------------ | ------------------------------------------------------------------------------------------- | ---------- |
| Bahama-szigetek     | Nassau              | Bahamai Közösség               | angolul: Commonwealth of The Bahamas                                                        |            |
| Bahrein             | Manáma              | Bahreini Királyság             | arabul: 'مملكة البحرين ((Mamlakatu l-Bahrajn)')                                             |            |
| Banglades           | Dakka               | Bangladesi Népi Köztársaság    | bengáliul: 'গনপ্রজাতন্ত্রী বাংলাদেশ (Gano Projātontrī Bānglādesh')                                   |            |
| Barbados            | Bridgetown          |                                | angolul: Barbados                                                                           |            |
| Belgium             | Brüsszel            | Belga Királyság                | hollandul: 'Koninkrijk België franciául: Royaume de Belgique németül: Königreich Belgien    |            |
| Belize              | Belmopan            |                                | angolul: Belize                                                                             |            |
| Benin               | Porto-Novo          | Benini Köztársaság             | franciául: République de Bénin                                                              |            |
| Bhután              | Timpu               | Bhutáni Királyság              | tibetiül: 'འབྲུག་ཡུལ (Druk Yul (Dru Ü)')                                                       |            |
| Bissau-Guinea       | Bissau              | Bissau-guineai Köztársaság     | portugálul: 'República da Guiné-Bissau'                                                     |            |
| Bolívia             | Sucre               | Bolíviai Többnemzetiségű Állam | spanyolul: Estado Plurinacional de Bolivia kecsuául: Wuliwya Suyu, ajmarául: Wuliwya Llaqta |            |
| Bosznia-Hercegovina | Szarajevó           |                                | bosnyákul: Bosna i Hercegovina (Босна и Херцеговина)                                        |            |
| Botswana            | Gaborone            | Botswanai Köztársaság          | angolul: Botswana                                                                           |            |
| Brazília            | Brazíliaváros       | Brazil Szövetségi Köztársaság  | portugálul: República Federativa do Brasil                                                  |            |
| Brunei              | Bandar Seri Begawan | Brunei Darussalam Állam        | malájul: برني دارالسلام (Negara Brunei Darussalam)                                          |            |
| Bulgária            | Szófia              | Bolgár Köztársaság             | bolgárul: Република България (Republika Bulgaria)                                           |            |
| Burkina Faso        | Ouagadougou         |                                | franciául: Burkina Faso                                                                     |            |
| Burundi             | Gitega              | Burundi Köztársaság            | kirudiul: Republika y'u Burundi' franciául: République du Burundi                           |            |

## C
| Név             | Főváros           | Hivatalos név          | Név helyi nyelven                                                            | Megjegyzés                                                           |
| --------------- | ----------------- | ---------------------- | ---------------------------------------------------------------------------- | -------------------------------------------------------------------- |
| Chile           | Santiago de Chile | Chilei Köztársaság     | República de Chile                                                           | Chile két különleges területe: Húsvét-sziget Juan Fernandez-szigetek |
| Ciprus          | Nicosia           | Ciprusi Köztársaság    | görögül: Κυπριακή Δημοκρατία, törökül: Kıbrıs Cumhuriyeti                    |                                                                      |
| Comore-szigetek | Moroni            | Comore-szigeteki Unió  | franciául: Union des Comores, arabul: الاتحاد القمر (Al-Ittiḥād al-Qamariyy) |                                                                      |
| Costa Rica      | San José          | Costa Rica Köztársaság | spanyolul: República de Costa Rica                                           |                                                                      |

## Cs
| Név        | Főváros   | Hivatalos név     | Név helyi nyelven                                                         | Megjegyzés |
| ---------- | --------- | ----------------- | ------------------------------------------------------------------------- | ---------- |
| Csád       | N’Djamena | Csádi Köztársaság | franciául: République du Tchad, arabul: جمهورية تشاد (Dzsumhúrijjat Tsád) |            |
| Csehország | Prága     | Cseh Köztársaság  | csehül: Česká republika                                                   |            |

## D
| Név                         | Főváros       | Hivatalos név                      | Név helyi nyelven | Megjegyzés                                                                           |
| --------------------------- | ------------- | ---------------------------------- | --- | ------------------------------------------------------------------------------------ |
| Dánia                       | Koppenhága    | Dán Királyság                      | dánul: Danmark | A dán királyság alá tartozó két további állam: · Feröer · Grönland                   |
| Dél-afrikai Köztársaság     | Pretoria      | Dél-afrikai Köztársaság            | 'Republiek van Suid-Afrika (Afrikaans) Republic of South Africa (angol) Riphabliki yeSewula Afrika (isiNd.) IRiphabliki yaseMzantsi Afrika (isiXh.) IRiphabliki yaseNingizimu Afrika (isiZu.) Rephaboliki ya Afrika-Borwa (észak-Sotho) Rephaboliki ya Afrika Borwa (dél-Sotho) Rephaboliki ya Aforika Borwa (Setswana) IRiphabhulikhi yeNingizimu Afrika (Sis.) Riphabuliki ya Afurika Tshipembe (Tsh.) Riphabliki ra Afrika Dzonga (Xitsonga) |                                                                                      |
| Dél-Korea                   | Szöul         | Koreai Köztársaság                 | koreaiul: 대한 민국 (Tehan Minguk) |                                                                                      |
| Dél-Oszétia                 | Chinvali      | Dél-Oszét Köztársaság              | oszét nyelven: Хуссар Ирыстон oroszul Южная Осетия grúzul სამხრეთ ოსეთი | de facto állam a Kaukázusban, amely 1991-ben elszakadt Grúziától.                    |
| Dél-Szudán                  | Juba          | Dél-szudáni Köztársaság            | arabul: جنوب السودان angolul: Republic of South Sudan | 2011. július 9-től független ország, azelőtt Szudán része volt.                      |
| Dnyeszter Menti Köztársaság | Tiraszpol     | Dnyeszter Menti Moldáv Köztársaság | oroszul: Приднестровье | Hivatalosan Moldovához tartozik, a világ egyetlen országa sem ismeri el önállóságát. |
| Dominikai Közösség          | Roseau        |                                    | angolul: Commonwealth of Dominica |                                                                                      |
| Dominikai Köztársaság       | Santo Domingo |                                    | spanyolul: República Dominicana |                                                                                      |

## Dzs
| Név      | Főváros  | Hivatalos név        | Név helyi nyelven                                         | Megjegyzés |
| -------- | -------- | -------------------- | --------------------------------------------------------- | ---------- |
| Dzsibuti | Dzsibuti | Dzsibuti Köztársaság | arabul: جمهورية جيبوتي, franciául: République de Djibouti |            |

## E, É
| Név                     | Főváros      | Hivatalos név                                        | Név helyi nyelven                                                       | Megjegyzés |
| ----------------------- | ------------ | ---------------------------------------------------- | ----------------------------------------------------------------------- | --- |
| Ecuador                 | Quito        | Ecuadori Köztársaság                                 | spanyolul: República del Ecuador                                        | |
| Egyenlítői-Guinea       | Malabo       | Egyenlítői-guineai Köztársaság                       | spanyolul: República de Guinea Ecuatorial                               | |
| Egyesült Államok        | Washington   | Amerikai Egyesült Államok                            | angolul: United States of America                                       | Az Egyesült Államok külbirtokai: · Amerikai Szamoa · Amerikai Virgin-szigetek · Baker-sziget · Északi-Mariana-szigetek · Guam · Howland-sziget · Jarvis-sziget · Johnston-atoll · Kingman-zátony · Midway-atoll · Navassa-sziget · Palmyra-atoll · Petrel-szigetek · Puerto Rico · Serranilla-sziget · Wake-sziget |
| Egyesült Arab Emírségek | Abu-Dzabi    |                                                      | arabul: الإمارات العربيّة المتّحدة (Al-Imārāt al-‘Arabīyya al-Muttahida)  | |
| Egyesült Királyság      | London       | Nagy-Britannia és Észak-Írország Egyesült Királysága | angolul: United Kingdom of Great Britain and Northern Ireland           | Az Egyesült Királyság tengerentúli területei: · Akrotíri és Dekélia · Anguilla · Bermuda · Brit antarktiszi terület · Brit Indiai-óceáni Terület · Brit Virgin-szigetek · Déli-Georgia és Déli-Sandwich-szigetek · Falkland-szigetek · Gibraltár · Kajmán-szigetek · Montserrat · Pitcairn-szigetek · Szent Ilona, Ascension és Tristan da Cunha · Turks- és Caicos-szigetek · Az Egyesült Királyság koronafüggőségei: · Guernsey Bailiffség · Jersey Bailiffség · Man-sziget |
| Egyiptom                | Kairó        | Egyiptomi Arab Köztársaság                           | arabul: مصر, IPA: (misˤɾ)                                               | |
| Elefántcsontpart        | Yamoussoukro | Elefántcsontparti Köztársaság                        | franciául: République de Côte d'Ivoire                                  | |
| Eritrea                 | Aszmara      | Eritreai Állam                                       |                                                                         | |
| Észak-Korea             | Phenjan      | Koreai Népi Demokratikus Köztársaság                 | koreaiul: 조선민주주의인민공화국 (Csoszon Mindzsudzsi Inmin Konghvaguk) | |
| Észak-Macedónia         | Szkopje      | Észak-macedón Köztársaság                            | macedónul: Република Северна Македонија (Republika Szeverna Makedonija) | |
| Észtország              | Tallinn      | Észt Köztársaság                                     | észtül: Eesti Vabariik                                                  | |
| Etiópia                 | Addisz-Abeba | Etióp Demokratikus Szövetségi Köztársaság            | angolul: Federal Democratic Republic of Ethiopia                        | |

## F
| Név              | Főváros  | Hivatalos név               | Név helyi nyelven                     | Megjegyzés |
| ---------------- | -------- | --------------------------- | ------------------------------------- | --- |
| Fehéroroszország | Minszk   | Fehérorosz Köztársaság      | belarusz nyelven: Рэспубліка Беларусь | |
| Fidzsi-szigetek  | Suva     | Fidzsi Köztársaság          | angolul: Republic of the Fiji Islands | |
| Finnország       | Helsinki | Finn Köztársaság            | finnül: Suomi, svédül: Finland        | Finnország egy autonóm területe: · Åland |
| Franciaország    | Párizs   | Francia Köztársaság         | franciául: République française       | Franciaország tengerentúli megyéi: · Francia Guyana · Guadeloupe · Martinique · Mayotte · Réunion · Franciaország tengerentúli területei: · Clipperton-sziget · Francia déli és antarktiszi területek · Francia Polinézia · Saint-Barthélemy · Saint-Martin · Saint-Pierre és Miquelon · Új-Kaledónia · Wallis és Futuna |
| Fülöp-szigetek   | Manila   | Fülöp-szigeteki Köztársaság |                                       | |

## G
| Név         | Főváros        | Hivatalos név          | Név helyi nyelven                        | Megjegyzés |
| ----------- | -------------- | ---------------------- | ---------------------------------------- | ---------- |
| Gabon       | Libreville     | Gaboni Köztársaság     | franciául: République Gabonaise          |            |
| Gambia      | Banjul         | Gambiai Köztársaság    | angolul: Republic of The Gambia          |            |
| Ghána       | Accra          | Ghánai Köztársaság     | angolul: Republic of Ghana               |            |
| Görögország | Athén          | Görög Köztársaság      | görögül: Ελλάδα, (El'ada)                |            |
| Grenada     | St. George’s   |                        | angolul: Grenada                         |            |
| Grúzia      | Tbiliszi       |                        | grúzul: საქართველო (Szakartvelo)         |            |
| Guatemala   | Guatemalaváros | Guatemalai Köztársaság | spanyolul: República de Guatemala        |            |
| Guinea      | Conakry        | Guineai Köztársaság    | franciául: République de Guinée          |            |
| Guyana      | Georgetown     | Guyanai Köztársaság    | angolul: Co-operative Republic of Guyana |            |

## H
| Név                       | Főváros        | Hivatalos név         | Név helyi nyelven                     | Megjegyzés                                                                  |
| ------------------------- | -------------- | --------------------- | ------------------------------------- | --------------------------------------------------------------------------- |
| Haiti                     | Port-au-Prince | Haiti Köztársaság     | franciául: République d'Haïti         |                                                                             |
| Hegyi-Karabah Köztársaság | Sztepanakert   |                       | örményül: Լեռնային Ղարաբաղ            | A Hegyi-Karabah Köztársaság egy vitatott státuszú terület.                  |
| Hollandia                 | Amszterdam     | Holland Királyság     | hollandul: Koninkrijk der Nederlanden | A Holland Királyság területei: · Aruba · Curaçao · Hollandia · Sint Maarten |
| Honduras                  | Tegucigalpa    | Hondurasi Köztársaság | spanyolul: República de Honduras      |                                                                             |
| Horvátország              | Zágráb         | Horvát Köztársaság    | horvátul: Republika Hrvatska          |                                                                             |

## I, Í
| Név       | Főváros    | Hivatalos név            | Név helyi nyelven                                                                        | Megjegyzés                             |
| --------- | ---------- | ------------------------ | ---------------------------------------------------------------------------------------- | -------------------------------------- |
| India     | Újdelhi    | Indiai Köztársaság       | hindi nyelven: भारत गणराज्य (Bhārat Gaṇarājya)                                              |                                        |
| Indonézia | Jakarta    | Indonéz Köztársaság      | indonézül: Republik Indonesia                                                            |                                        |
| Irak      | Bagdad     | Iraki Köztársaság        | arabul: جمهورية العراق (al-Dzsumhúrija al-Irákijja), kurdul: كۆماری عێراق (Komara Iraké) | Irak autonóm régiója: Iraki Kurdisztán |
| Irán      | Teherán    | Iráni Iszlám Köztársaság | perzsául: جمهوری اسلامی ایران (Dzsomhurije Iszlámije Irán)                               |                                        |
| Írország  | Dublin     |                          | írül: Éire                                                                               |                                        |
| Izland    | Reykjavík  | Izlandi Köztársaság      | izlandiul: Lýðveldið Ísland                                                              |                                        |
| Izrael    | Jeruzsálem | Izraeli Állam            | héberül: מדינת ישראל (Medinat Yisra'el), arabul: دولة اسرائيل (Daulat Iszráíl)           |                                        |

## J
| Név      | Főváros  | Hivatalos név             | Név helyi nyelven                                                          | Megjegyzés |
| -------- | -------- | ------------------------- | -------------------------------------------------------------------------- | ---------- |
| Jamaica  | Kingston |                           | angolul: Jamaica                                                           |            |
| Japán    | Tokió    |                           | japánul: 日本国 (Nippon-koku)                                              |            |
| Jemen    | Szanaa   | Jemeni Köztársaság        | arabul: الجمهوريّة اليمنية (al-Dzsumhúrija al-Jamanijja)                    |            |
| Jordánia | Ammán    | Jordán Hásimita Királyság | arabul: المملكة الأردنّيّة الهاشميّة (Al Mamlakah al Urduniyah al Hashimiyah) |            |

## K
| Név                             | Főváros      | Hivatalos név                         | Név helyi nyelven                                                                                      | Megjegyzés |
| ------------------------------- | ------------ | ------------------------------------- | --- | --- |
| Kambodzsa                       | Phnompen     | Kambodzsai Királyság                  | khmerül: ព្រះរាជាណាចក្រកម្ពុជា (Preah-reach-anachâk Kampuchea)                                                  | |
| Kamerun                         | Yaoundé      | Kameruni Köztársaság                  | angolul: Republic of Cameroon, franciául: République du Cameroun                                       | |
| Kanada                          | Ottawa       |                                       | angolul: Canada                                                                                        | |
| Katar                           | Doha         | Katari Állam                          | arabul: دولة قطر (Dawlat Qatar)                                                                        | |
| Kazahsztán                      | Asztana      | Kazah Köztársaság                     | kazahul: Қазақстан                                                                                     | |
| Kelet-Timor                     | Dili         | Kelet-timori Demokratikus Köztársaság | tetum nyelven: Repúblika Demokrátika Timór Loro Sa'e, portugálul: República Democrática de Timor-Leste | |
| Kenya                           | Nairobi      | Kenyai Köztársaság                    | szuahéliül: Jamhuri ya Kenya, angolul: Republic of Kenya                                               | |
| Kína                            | Peking       | Kínai Népköztársaság                  | kínaiul: 中华人民共和国, (pinjin: Zhōnghuá Rénmín Gónghéguó                                            | Kína két különleges közigazgatási területe: · Hongkong · Makaó                                                                                                  |
| Kínai Köztársaság               | Tajpej       |                                       | kínaiul: 中華民國 (Zhōng huá Mín guó)                                                                  | Politikai státusza vitatott, mivel a Kínai Népköztársaság egyik tartományának tekinti Tajvant, a Kínai Köztársaság azonban önálló államnak tekinti saját magát. |
| Kirgizisztán                    | Biskek       | Kirgiz Köztársaság                    | kirgizül: Кыргыз Республикасы, oroszul: Кыргызская республика                                          | |
| Kiribati                        | South Tarawa | Kiribati Köztársaság                  | angolul: Republic of Kiribati                                                                          | |
| Kolumbia                        | Bogotá       | Kolumbiai Köztársaság                 | spanyolul: República de Colombia                                                                       | |
| Kongói Köztársaság              | Brazzaville  |                                       | franciául: République du Congo                                                                         | |
| Kongói Demokratikus Köztársaság | Kinshasa     |                                       | franciául: République Démocratique du Congo                                                            | |
| Koszovó                         | Pristina     | Koszovói Köztársaság                  | albánul: Kosovë vagy Kosova, szerbül: Косово и Метохија / Kosovo i Metohija                            | vitatott jogállású |
| Közép-afrikai Köztársaság       | Bangui       |                                       | franciául: Republique Centrafricaine                                                                   | |
| Kuba                            | Havanna      | Kubai Köztársaság                     | spanyolul: República de Cuba                                                                           | |
| Kuvait                          | Kuvaitváros  | Kuvaiti Állam                         | arabul: دولة الكويت (Davlat al-Kuvajt)                                                                 | |

## L
| Név           | Főváros    | Hivatalos név                        | Név helyi nyelven | Megjegyzés |
| ------------- | ---------- | ------------------------------------ | --- | ---------- |
| Laosz         | Vientián   | Laoszi Népi Demokratikus Köztársaság | laosziul: ສາທາລະນະລັດ ປະຊາທິປະໄຕ ປະຊາຊົນລາວ                                                                                   |            |
| Lengyelország | Varsó      | Lengyel Köztársaság                  | lengyelül: Rzeczpospolita Polska                                                                                           |            |
| Lesotho       | Maseru     | Lesothói Királyság                   | angolul: Kingdom of Lesotho                                                                                                |            |
| Lettország    | Riga       | Lett Köztársaság                     | lettül: Latvijas Republika                                                                                                 |            |
| Libanon       | Bejrút     | Libanoni Köztársaság                 | arabul: لجمهوريّة اللبنانيّة (Al Jumhuriyah al Lubnaniyah)                                                                   |            |
| Libéria       | Monrovia   | Libériai Köztársaság                 | angolul: Republic of Liberia                                                                                               |            |
| Líbia         | Tripoli    |                                      | arabul: لجماهيرية العربية الليبية الشعبية الإشتراكية (al-Jamāhīrīyah al-‘Arabīya al-Lībīyah ash-Sha‘bīyah al-Ishtirākīyah) |            |
| Liechtenstein | Vaduz      | Liechtensteini Fejedelemség          | németül: Fürstentum Liechtenstein                                                                                          |            |
| Litvánia      | Vilnius    | Litván Köztársaság                   | litvánul: Lietuvos Respublika                                                                                              |            |
| Luxemburg     | Luxembourg | Luxemburgi Nagyhercegség             | franciául: Grand Duché de Luxembourg, németül: Großherzogtum Luxemburg, luxemburgiul: Grousherzogdem Lëtzebuerg            |            |

## M
| Madagaszkár       | Antananarivo | Madagaszkári Köztársaság       | franciául: République de Madagascar                                                 |                                                                                          |                                |                                         |  |
| Magyarország      | Budapest     | Magyarország                   | magyarul: Magyarország                                                              | 1989. október 23-a és 2012. január 1-je közötti hivatalos megnevezés: Magyar Köztársaság |                                |                                         |  |
| Malajzia          | Kuala Lumpur |                                | malájul: Malaysia                                                                   |                                                                                          |                                |                                         |  |
| Malawi            | Lilongwe     | Malawi Köztársaság             | chichewa nyelven: Dziko la Malaŵi                                                   |                                                                                          |                                |                                         |  |
| Maldív-szigetek   | Malé         | Maldív Köztársaság             | maldívul: ދިވެހިރާއްޖޭގެ ޖުމުހޫރިއްޔާ (Dhivehi Raajjeyge Jumhooriyyaa)                           |                                                                                          |                                |                                         |  |
| Mali              | Bamako       | Mali Köztársaság               | franciául: République du Mali                                                       |                                                                                          |                                |                                         |  |
| Málta             | Valletta     | Máltai Köztársaság             | máltaiul: Repubblika ta' Malta                                                      |                                                                                          |                                |                                         |  |
| Marokkó           | Rabat        | Marokkói Királyság             | arabul: المملكة المغربية (Al Mamlakah al Maghribīyah)                               |                                                                                          |                                |                                         |  |
| Marshall-szigetek | Majuro       | Marshall-szigeteki Köztársaság | angolul: Republic of the Marshall Islands                                           |                                                                                          |                                |                                         |  |
| Mauritánia        | Nouakchott   | Mauritániai Iszlám Köztársaság | arabul: الجمهورية الإسلامية الموريتانية (al-Dzsumhúrija al-Iszlámíja al-Múrítáníja) |                                                                                          |                                |                                         |  |
| Mauritius         | Port Louis   | Mauritiusi Köztársaság         | angolul: Republic of Mauritius                                                      |                                                                                          |                                |                                         |  |
| Mexikó            | Mexikóváros  | Mexikói Egyesült Államok       | spanyolul: Estados Unidos Mexicanos                                                 |                                                                                          |                                |                                         |  |
| Mianmar           | Nepjida      | Mianmari Államszövetség        | burmaiul:                                                                           |                                                                                          |                                |                                         |  |
| Mikronézia        | Palikir      | Mikronéziai Szövetségi Államok | angolul: Federated States of Micronesia                                             |                                                                                          |                                |                                         |  |
|                   |              |                                | Mikronézia                                                                          | Palikir                                                                                  | Mikronéziai Szövetségi Államok | angolul: Federated States of Micronesia |  |
|                   |              |                                |                                                                                     |                                                                                          |                                |                                         |  |
|                   |              |                                |                                                                                     |                                                                                          |                                |                                         |  |
| Moldova           | Chișinău     | Moldovai Köztársaság           | románul: Republica Moldova                                                          |                                                                                          |                                |                                         |  |
| Monaco            | Monaco       | Monacói Hercegség              | franciául: Principauté de Monaco                                                    |                                                                                          |                                |                                         |  |
| Mongólia          | Ulánbátor    |                                | mongolul: Монгол Улс                                                                |                                                                                          |                                |                                         |  |
| Montenegró        | Podgorica    | Montenegrói Köztársaság        | montenegróiul: Crna Gora / Црна Гора)                                               |                                                                                          |                                |                                         |  |
| Mozambik          | Maputo       | Mozambiki Köztársaság          | portugálul: República de Moçambique                                                 |                                                                                          |                                |                                         |  |

## N
| Név         | Főváros  | Hivatalos név                              | Név helyi nyelven                                                            | Megjegyzés                                                                           |
| ----------- | -------- | ------------------------------------------ | ---------------------------------------------------------------------------- | ------------------------------------------------------------------------------------ |
| Namíbia     | Windhoek | Namíbiai Köztársaság                       | angolul: Republic of Namibia                                                 |                                                                                      |
| Nauru       | Yaren    | Naurui Köztársaság                         | angolul: Republic of Nauru                                                   |                                                                                      |
| Németország | Berlin   | Német Szövetségi Köztársaság               | németül: Bundesrepublik Deutschland                                          |                                                                                      |
| Nepál       | Katmandu | Nepáli Demokratikus Szövetségi Köztársaság | nepáli nyelven:संघीय लोकतान्त्रिक गणतन्त्र नेपाल (Sanghiya Loktāntrik Ganatantra Nepāl) |                                                                                      |
| Nicaragua   | Managua  | Nicaraguai Köztársaság                     | spanyolul: República de Nicaragua                                            |                                                                                      |
| Niger       | Niamey   | Nigeri Köztársaság                         | franciául: République du Niger                                               |                                                                                      |
| Nigéria     | Abuja    | Nigériai Szövetségi Köztársaság            | angolul: Federal Republic of Nigeria                                         |                                                                                      |
| Norvégia    | Oslo     | Norvég Királyság                           | norvégül: Kongeriket Norge (bokmål), Kongeriket Noreg (nynorsk)              | Norvégia függő területei: I. Péter-sziget Bouvet-sziget Jan Mayen-sziget Spitzbergák |

## Ny
| Név            | Főváros | Hivatalos név                          | Név helyi nyelven                                                                                      | Megjegyzés |
| -------------- | ------- | -------------------------------------- | --- | --- |
| Nyugat-Szahara | El-Ajún | Szaharai Arab Demokratikus Köztársaság | arabul: 'الجمهورية العربية الصحراوية الديمقراطية (Al-Jumhūrīyâ al-Arabīyâ as-Ṣaḥrāwīyâ ad-Dīmuqrātīyâ) | Nyugat-Szahara, hivatalos nevén Szaharai Arab Demokratikus Köztársaság egy jelenleg nagyrészt marokkói megszállás alatt álló nyugat-afrikai (magreb-)ország. |

## O, Ó
| Név         | Főváros | Hivatalos név          | Név helyi nyelven                                      | Megjegyzés |
| ----------- | ------- | ---------------------- | ------------------------------------------------------ | ---------- |
| Olaszország | Róma    | Olasz Köztársaság      | olaszul: Repubblica Italiana                           |            |
| Omán        | Maszkat | Ománi Szultánság       | arabul: سلطنة عُمان (Szaltana Omán)                     |            |
| Oroszország | Moszkva | Oroszországi Föderáció | oroszul: Российская Федерация (Oroszországi Föderáció) |            |

## Ö, Ő
| Név          | Főváros | Hivatalos név      | Név helyi nyelven                                                    | Megjegyzés |
| ------------ | ------- | ------------------ | -------------------------------------------------------------------- | ---------- |
| Örményország | Jereván | Örmény Köztársaság | örmény nyelven: Հայաստանի Հանրապետություն (Hayastani Hanrapetut’yun) |            |

## P
| Név             | Főváros      | Hivatalos név                 | Név helyi nyelven                                                   | Megjegyzés |
| --------------- | ------------ | ----------------------------- | ------------------------------------------------------------------- | ---------- |
| Palesztina      | Jeruzsálem   | Palesztin Autonóm Területek   | arab nyelven: الأراضي الفلسطينية                                    |            |
| Pakisztán       | Iszlámábád   | Pakisztáni Iszlám Köztársaság | urdu nyelven: اسلامی جمہوریہِ پاکستان (Islaami Jamhuria ay Pakstaan) |            |
| Palau           | Ngerulmud    | Palaui Köztársaság            | palaui nyelven: Beluu er a Belau                                    |            |
| Panama          | Panamaváros  | Panamai Köztársaság           | spanyolul: República de Panamá                                      |            |
| Pápua Új-Guinea | Port Moresby |                               | angolul: Papua New Guinea                                           |            |
| Paraguay        | Asunción     | Paraguayi Köztársaság         | spanyolul: República del Paraguay                                   |            |
| Peru            | Lima         | Perui Köztársaság             | spanyolul: República del Perú                                       |            |
| Portugália      | Lisszabon    | Portugál Köztársaság          | portugálul: República Portuguesa                                    |            |

## R
| Név     | Főváros  | Hivatalos név       | Név helyi nyelven           | Megjegyzés |
| ------- | -------- | ------------------- | --------------------------- | ---------- |
| Románia | Bukarest | Románia             | románul: România            |            |
| Ruanda  | Kigali   | Ruandai Köztársaság | angolul: Republic of Rwanda |            |

## S
| Név                                   | Főváros                       | Hivatalos név                                  | Név helyi nyelven | Megjegyzés |
| ------------------------------------- | ----------------------------- | ---------------------------------------------- | --- | ---------- |
| Saint Kitts és Nevis                  | Basseterre                    |                                                | angolul: Federation of Saint Christopher and Nevis                                                                                             |            |
| Saint Lucia                           | Castries                      |                                                | angolul: State of Saint Lucia |            |
| Saint Vincent és a Grenadine-szigetek | Kingstown                     |                                                | angolul: Saint Vincent and the Grenadines |            |
| Salamon-szigetek                      | Honiara                       |                                                | angolul: Solomon Islands |            |
| Salvador                              | San Salvador                  | Salvadori Köztársaság                          | spanyolul: República de El Salvador |            |
| San Marino                            | San Marino                    | San Marino Köztársaság                         | olaszul: Serenissima Repubblica di San Marino                                                                                                  |            |
| São Tomé és Príncipe                  | São Tomé                      | São Tomé és Príncipe Demokratikus Köztársaság  | portugálul: República Democrática de São Tomé e Príncipe                                                                                       |            |
| Seychelle-szigetek                    | Victoria                      | Seychelle Köztársaság                          | angolul: Republic of Seychelles |            |
| Sierra Leone                          | Freetown                      | Sierra Leone Köztársaság                       | angolul: Republic of Sierra Leone |            |
| Spanyolország                         | Madrid                        | Spanyol Királyság                              | spanyolul: Reino de España |            |
| Srí Lanka                             | Szrí Dzsajavardhanapura Kótté | Srí Lanka Demokratikus Szocialista Köztársaság | tamilul: இலங்கை சனநாயக சோஷலிசக் குடியரசு |            |
| Suriname                              | Paramaribo                    | Suriname Köztársaság                           | hollandul: Republiek Suriname |            |
| Svájc                                 | Bern                          | Svájci Államszövetség                          | franciául: Confédération suisse, németül: SchweizerischeEidgenossenschaft, olaszul: Confederazione Svizzera, rétorománul: Confederaziun svizra |            |
| Svédország                            | Stockholm                     | Svéd Királyság                                 | svédül: Konungariket Sverige |            |

## Sz
| Név          | Főváros    | Hivatalos név            | Név helyi nyelven                                                                                         | Megjegyzés |
| ------------ | ---------- | ------------------------ | --- | ---------- |
| Szamoa       | Apia       | Szamoai Független Állam  | szamoaiul: Malo Sa'oloto Tuto'atasi o Samoa, angolul: Independent State of Samoa                          |            |
| Szaúd-Arábia | Rijád      | Szaúd-arábiai Királyság  | arabul: المملكة العربية السعودية (al-Mamlaka al-Arabijja asz-Szaúdijja')                                  |            |
| Szenegál     | Dakar      | Szenegáli Köztársaság    | franciául: République du Sénégal                                                                          |            |
| Szerbia      | Belgrád    | Szerb Köztársaság        | szerbül: Република Србија (Republika Srbija)                                                              |            |
| Szingapúr    | Szingapúr  | Szingapúri Köztársaság   | angolul: Republic of Singapore mandarinul: 新加坡共和国 malájul: Republik Singapura tamilul: சிங்கப்பூர் குடியரசு |            |
| Szíria       | Damaszkusz | Szíriai Arab Köztársaság | arabul: الجمهورية العربية السورية (al-Dzsumhúrija al-Arabijja asz-Szúrijja)                               |            |
| Szlovákia    | Pozsony    | Szlovák Köztársaság      | szlovákul: Slovenská republika                                                                            |            |
| Szlovénia    | Ljubljana  | Szlovén Köztársaság      | szlovénül: Republika Slovenija                                                                            |            |
| Szomália     | Mogadishu  | Szomáli Köztársaság      | |            |
| Szudán       | Kartúm     | Szudáni Köztársaság      | arabul: جمهورية السودان (Jumhuriyat as-Sudan)                                                             |            |
| Szváziföld   | Mbabane    | Szváziföldi Királyság    | swatiul: Umbuso weSwatini                                                                                 |            |

## T
| Név                | Főváros       | Hivatalos név                  | Név helyi nyelven                                              | Megjegyzés |
| ------------------ | ------------- | ------------------------------ | -------------------------------------------------------------- | ---------- |
| Tádzsikisztán      | Dusanbe       | Tádzsik Köztársaság            | tádzsik nyelv: Ҷумҳурии Тоҷикистон (Dzsumhurii Todzsikiszton') |            |
| Tanzánia           | Dodoma        | Tanzániai Egyesült Köztársaság | szuahéliül: Jamhuri ya Muungano wa Tanzania                    |            |
| Thaiföld           | Bangkok       | Thaiföldi Királyság            | thaiul: ราชอาณาจักรไทย                                          |            |
| Togo               | Lomé          | Togói Köztársaság              | franciául: République Togolaise                                |            |
| Tonga              | Nukuʻalofa    | Tongai Királyság               | tongaiul: Pule'anga Fakatu'i 'o Tonga                          |            |
| Törökország        | Ankara        | Török Köztársaság              | törökül: Türkiye Cumhuriyeti                                   |            |
| Trinidad és Tobago | Port of Spain | Trinidad és Tobago Köztársaság | angolul: Republic of Trinidad and Tobago                       |            |
| Tunézia            | Tunisz        | Tunéziai Köztársaság           | arabul: 'الجمهورية التونسية (El-joumhouriyya et-Tounisiyya')   |            |
| Tuvalu             | Vaiaku        |                                | angolul: Tuvalu                                                |            |
| Türkmenisztán      | Aşgabat       | Türkmén Köztársaság            | türkménül: Türkmenistan Jumhuriýäti                            |            |

## U, Ú
| Név       | Főváros    | Hivatalos név               | Név helyi nyelven                                           | Megjegyzés |
| --------- | ---------- | --------------------------- | ----------------------------------------------------------- | --- |
| Uganda    | Kampala    | Ugandai Köztársaság         | angolul: Republic of Uganda , szuahéliül: Jamhuri ya Uganda | |
| Új-Zéland | Wellington |                             | maori nyelven: Aotearoa angolul: New Zealand                | Új-Zéland külbirtokai: · Ross antarktiszi terület · Tokelau-szigetek · Új-Zéland társult államai: · Cook-szigetek · Niue |
| Ukrajna   | Kijev      |                             | ukránul: Україна (Ukrajina)                                 | |
| Uruguay   | Montevideo | Uruguayi Keleti Köztársaság | spanyolul: República Oriental del Uruguay                   | |

## Ü, Ű
| Név         | Főváros | Hivatalos név     | Név helyi nyelven                 | Megjegyzés |
| ----------- | ------- | ----------------- | --------------------------------- | ---------- |
| Üzbegisztán | Taskent | Üzbég Köztársaság | üzbégül: O‘zbekiston Respublikasi |            |

## V
| Név       | Főváros   | Hivatalos név                    | Név helyi nyelven                                                                                      | Megjegyzés |
| --------- | --------- | -------------------------------- | --- | ---------- |
| Vanuatu   | Port Vila | Vanuatui Köztársaság             | biszlama nyelven: Ripablik blong Vanuatu angolul: Republic of Vanuatu franciául: République du Vanuatu |            |
| Vatikán   | Vatikán   | Vatikánvárosi Állam              | latinul: Status Civitatis Vaticanae olaszul: Stato della Città del Vaticano                            |            |
| Venezuela | Caracas   | Venezuelai Bolívari Köztársaság  | spanyolul: República Bolivariana de Venezuela                                                          |            |
| Vietnám   | Hanoi     | Vietnámi Szocialista Köztársaság | vietnámiul: Cộng hòa xã hội chủ nghĩa Việt Nam                                                         |            |

## Z
| Név                   | Főváros | Hivatalos név         | Név helyi nyelven                   | Megjegyzés |
| --------------------- | ------- | --------------------- | ----------------------------------- | ---------- |
| Zambia                | Lusaka  | Zambiai Köztársaság   | angolul: Republic of Zambia         |            |
| Zimbabwe              | Harare  | Zimbabwei Köztársaság | angolul: Republic of Zimbabwe       |            |
| Zöld-foki Köztársaság | Praia   | Zöld-foki Köztársaság | portugálul: República de Cabo Verde |            |